# Sant’Angelo Le Fratte
Sant’Angelo Le Fratte – miejscowość i gmina we Włoszech, w regionie Basilicata, w prowincji Potenza. Według danych z 31 grudnia 2016 gminę zamieszkiwało 1425 osób.